# Roberto Sturno
Roberto Sturno (Roma, 1946 – Tagliacozzo, 22 settembre 2023) è stato un attore teatrale italiano.
Divenne noto principalmente come cofondatore e primo attore nella compagnia Mauri-Sturno.

## Biografia
Formatosi da autodidatta, lavorò in teatro fin da giovane, ricoprendo diversi ruoli tecnici prima di dedicarsi interamente alla recitazione.
Esordì nel 1971 con un piccolo ruolo nel Macbeth di Shakespeare, cui ne seguirono diversi altri, per lo più da comprimario, con varie compagnie nel corso degli anni settanta.
Nel 1981 fondò assieme al collega Glauco Mauri la compagnia omonima, impegnandosi fin dall'inizio come capocomico e attore (il riconoscimento definitivo del suo ruolo avvenne nel 2005, quando la compagnia, chiamata originariamente Glauco Mauri per ragioni di immagine, mutò la denominazione in Compagnia Mauri-Sturno) e affrontando un vasto repertorio che comprendeva autori classici e contemporanei.
Nei suoi oltre trent'anni di carriera, diede vita a una vasta galleria di personaggi shakespeariani (Romeo in Romeo e Giulietta, Malcom in Macbeth, il Matto nel Re Lear, Puck in Sogno di una notte di mezza estate, Riccardo in Riccardo II, Calibano ne La tempesta), con i quali sempre ebbe una particolare affinità (ponendosi come uno tra gli interpreti di riferimento all'interno del panorama italiano); mostrò al contempo una grande versatilità nell'affrontare personaggi e autori più diversi (Myskin ne L'idiota di Dostoevskij, Edipo in Edipo re - Edipo a Colono di Sofocle, Berenger ne Il rinoceronte di Eugène Ionesco e molti altri).
Al di fuori della compagnia interpretò Egmont di Goethe, Anatol di Arthur Schnitzler e, nel ruolo di Osvald, Spettri di Henrik Ibsen.
Nel 2002 la sua interpretazione di Mosca nello spettacolo Volpone di Ben Jonson ricevette notevoli consensi. L'anno successivo interpretò Lelio nel Il bugiardo di Goldoni, mentre, dal 2005 al 2007, riscosse un grande successo come protagonista di Delitto e castigo. Seguirono il doppio ruolo di Faust-Mefistofele nel Faust di Goethe (2007) e quello di Ponzio Pilato ne il Vangelo secondo Pilato di Éric-Emmanuel Schmitt (2009). Nella stagione 2010-11 interpretò invece Milo Tindle ne L'inganno (adattamento di Glauco Mauri del dramma di Anthony Shaffer).
Morì il 22 settembre 2023 nella sua casa di Tagliacozzo in Abruzzo. Per volontà dell'attore il funerale si svolse in forma privata.

## Vita privata
In seconde nozze sposò Marianovella Pignata, con la quale non ebbe prole ; la prima moglie Stefania Micheli gli aveva dato invece due maschi, Riccardo Vania e Tommaso Mirò. 

## Teatro
- Macbeth, regia di Franco Enriquez (1971)
- La bisbetica domata, regia di Franco Enriquez (1974)
- Orestea di Eschilo, regia Luca Ronconi, con Glauco Mauri e Mariangela Melato, info di Christian V (1975)
- La dodicesima notte, regia di Filippo Toriero (1976)
- Romeo e Giulietta, regia di Giuliano Merlo (Romeo) (1979)
- Macbeth, regia di Egisto Marcucci (Malcom) (1980)
- Il signor Puntila e il suo servo Matti, regia di Egisto Marcucci (1981)
- Edipo Re - Edipo a Colono, regia di Glauco Mauri (1982)
- Filottete Philoketet di Sofocle, regia di Glauco Mauri (1983)
- Re Lear, regia di Glauco Mauri (Matto) (1984)
- La dodicesima notte, regia di Marco Sciaccaluga (1985)
- Faust, regia di Glauco Mauri (Faust - Mefistofele) (1986)
- I re, i buffoni e l'amore, regia di Glauco Mauri (1986)
- Una vita nel teatro - Il canto del cigno, regia di Glauco Mauri (1987)
- Sogno di una notte di mezza estate, regia di Glauco Mauri (Puck) (1988)
- Don Giovanni, regia di Glauco Mauri (Sganarello) (1989)
- Dal silenzio al silenzio, regia di Glauco Mauri (1990)
- Senza voce; tra le voci rinchiuse con me, regia: Glauco Mauri (1990)
- Riccardo II, regia di Glauco Mauri (Riccardo) (1991)
- Anatol, regia di Nanni Garella (Anatol) (1992)
- L'idiota, regia di Glauco Mauri (1993)
- Egmont, regia di Glauco Mauri (Egmont) (1993)
- Beethoven, regia: Glauco Mauri (1994)
- Edipo Re - Edipo a Colono, regia di Glauco Mauri (Edipo - Polinice) (1994)
- La tempesta, regia di Glauco Mauri (Caliban) (1996)
- Enrico IV, regia di Maurizio Scaparro (1998)
- Il rinoceronte, regia di Glauco Mauri (1998)
- Re Lear, regia di Glauco Mauri (Matto) (1999)
- Variazioni enigmatiche, regia di Glauco Mauri (2000)
- Volpone, regia di Glauco Mauri (2002)
- Il bugiardo, regia di Glauco Mauri (2003)
- Delitto e castigo, regia di Glauco Mauri (Raskalnikov) (2005)
- Faust, regia di Glauco Mauri (Faust - Mefistofele) (2007)
- Il Vangelo secondo Pilato, regia di Glauco Mauri (Ponzio Pilato) (2008)
- L'inganno, regia di Glauco Mauri (Milo Tindel) (2010)
- Quello che prende gli schiaffi, regia di Glauco Mauri (quello che prende gli schiaffi) (2011)

## Premi e riconoscimenti
- Premio Flaiano sezione teatro[4]
  - 2013 - Premio per l'interpretazione per Serata Beckett di Glauco Mauri e Roberto Sturno